# Geschichte von Bosnien und Herzegowina
Die Geschichte von Bosnien und Herzegowina umfasst sowohl die Entwicklung der bosnisch-herzegowinischen Republik als auch die Zeit davor. Nach ersten Besiedlungen wurde das Gebiet Bosnien-Herzegowinas wie der gesamte Balkan Teil des Römischen Reiches. Zur Zeit der Völkerwanderung kamen mehrere Völker in das Gebiet, von denen nur wenige Gruppen dauerhaft blieben. Dies änderte sich zu Beginn des Frühmittelalters, als slawische Völker sesshaft wurden, die anschließend den christlichen Glauben annahmen. Im Mittelalter wechselten sich Phasen von Selbständigkeit und Oberhoheit der Nachbarn Byzanz, Ungarn und Serbien ab. Im 12. Jahrhundert entstand das Königreich Bosnien. Es wurde später zu einem Herzogtum innerhalb des Königreichs Ungarn und erlangte im 14. Jahrhundert kurzzeitig wieder mehr Unabhängigkeit. Ende des 15. Jahrhunderts wurde Bosnien-Herzegowina vom Osmanischen Reich erobert und erhielt später den Status einer Provinz. Insbesondere im 16. Jahrhundert konvertierten größere Bevölkerungsgruppen zum Islam.
Ab 1878 eroberte Österreich-Ungarn Bosnien-Herzegowina und annektierte das Gebiet dann 1908 formell. Seine Hauptstadt Sarajevo wurde 1914 Schauplatz des Attentats, das den Ersten Weltkrieg auslöste. Nach dem Weltkrieg wurde Bosnien-Herzegowina Teil des Königreiches Jugoslawien. Im Zweiten Weltkrieg wurde es dann von der deutschen Wehrmacht erobert. Aus dem Partisanen-Krieg gegen diese ging dann die Sozialistische Republik Jugoslawien hervor, in der Bosnien-Herzegowina eine Teilrepublik wurde. Nach Ende des Kalten Krieges folgte Bosnien-Herzegowina dem Beispiel mehrerer anderer Teilrepubliken Jugoslawiens und erklärte sich 1992 für unabhängig. Die darauffolgenden vor allem entlang ethnischer Trennlinien verlaufenden Konflikte eskalierten zum Bosnienkrieg. Dieser wurde erst nach ethnischen Säuberungen der Serben und dem Genozid an Muslimen durch den Dayton-Vertrag beigelegt und Bosnien-Herzegowina blieb als de facto zweigeteilter föderaler Staat erhalten.

## Antike

### Illyrer
Die Illyrer waren die ersten Bewohner im Gebiet des heutigen Bosnien und Herzegowina, über die historische Informationen vorliegen. Sie besiedelten die westliche Hälfte der Balkanhalbinsel und damit auch Bosnien in der Bronzezeit (um 1200–1100 v. Chr.). Archäologische Forschungen haben gezeigt, dass die Stämme vor allem Viehzucht und weniger Ackerbau betrieben. Auch Bergbau (Silber) wurde in Bosnien schon durch die Illyrer betrieben.
Aus der schriftlichen Überlieferung der Griechen seit dem 6. Jahrhundert v. Chr. sind nur wenige Stämme des Binnenlandes namentlich bekannt. Das Gebiet der an der Küste beheimateten Liburner und Delmaten reichte im Landesinneren aber vermutlich bis in das bosnische Bergland.
Westlich der Skordisker siedelten an der Save die illyrischen Breuker und in Mittelbosnien die Daesitaten. Nur diese beiden binnenländischen Stämme sind schriftlich belegt. Illyrische Siedlungen und Gräberfelder haben Archäologen aber in allen Teilen Bosniens entdeckt. Es scheint, dass im 4. und 3. Jahrhundert v. Chr. der keltische Einfluss in der Region zurückging, denn die Funde aus dieser Zeit (Schmuck, Waffen und Keramik) gehören vornehmlich zum illyrischen Formenkreis. Daneben nehmen griechische Importe zu.
Ende des 3. Jahrhunderts v. Chr. gelangte die illyrische Küste der Adria ins Blickfeld der Römer. Nach den römisch-illyrischen Kriegen (229–219 v. Chr.) stand die Küste unter dem Protektorat der Römischen Republik, während die Völker im Binnenland ihre Freiheit behielten.

### Römer

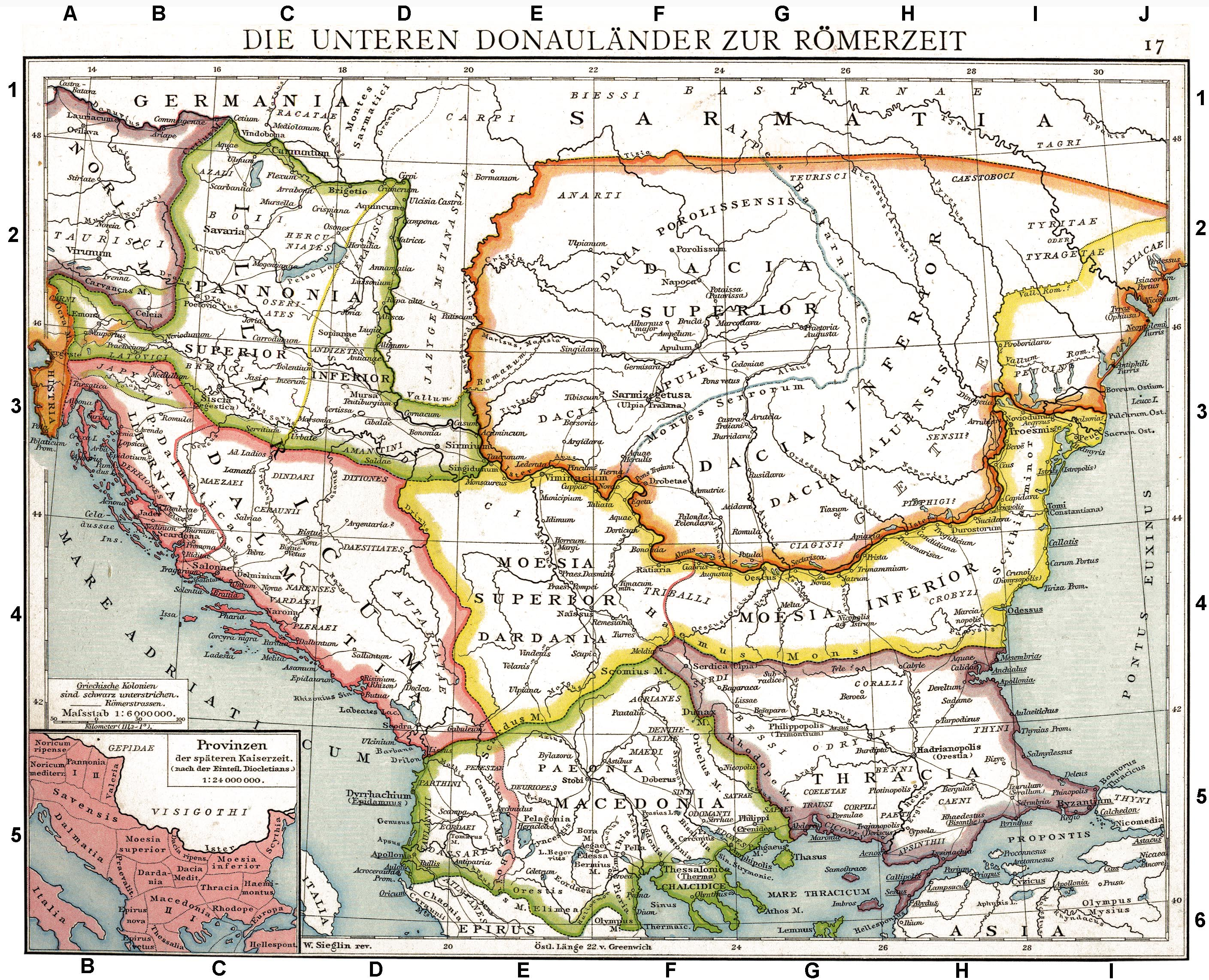
Südosteuropa zur Römerzeit

Unter Kaiser Augustus wurden die illyrischen Gebiete 12–9 v. Chr. in das Römische Reich eingegliedert und die Grenze des Imperiums schließlich bis an die Donau vorverlegt. Zunächst waren die neuen Territorien in einem einzigen Verwaltungsbezirk Illyricum zusammengefasst. Die Organisation einer umfassenden Provinzialverwaltung erfolgte noch nicht. Im Jahr 6 n. Chr. kam es zu einem letzten großen illyrischen Aufstand gegen die Römerherrschaft und das Imperium verlor vorübergehend die Kontrolle über das Landesinnere (in etwa Bosnien und Slawonien), weil zur selben Zeit die Auseinandersetzungen mit den Germanen am Rhein eskalierten. Der spätere Kaiser Tiberius konnte die Breuker, Daesitatenden und ihre Verbündeten 9 n. Chr. an der Save endgültig schlagen. Danach wurden die Provinzen Dalmatia und Pannonia geschaffen, die beide jeweils auch einen Teil des heutigen Bosnien umfassten. Zur Provinz Pannonia gehörten die nördlichen Gebiete an der Save, zu Dalmatia der größere Teil des Landes inklusive der Herzegowina.
Seitdem unterstanden alle illyrischen Gebiete römischer Herrschaft, und in der Folgezeit entstand ein Netz von römischen Straßen und Siedlungen, darunter einigen wohlhabenden Handelsstädten. Militärposten wurden nur im Norden an der Save zum Schutz der Reichsgrenze errichtet. In Dalmatia waren keine Truppen stationiert, denn die Provinz galt als befriedet und sicher. In Ostbosnien wurden bereits damals Gold, Silber und Blei abgebaut. Von der römischen Präsenz zeugen heute noch viele Ausgrabungsfunde und Befestigungsanlagen. Letztere wurden seit dem 3. Jahrhundert angelegt, als die Bedrohung durch die Völkerwanderung zunahm.
Römische Städte auf bosnischem Gebiet waren in Dalmatia: die Kolonien Delminum (Duvno) (vorher Hauptort der Delmaten) und Bistue Nova (Vitez), ferner die alten Siedlungen Argentaria (Srebrenica), Ad Salinas (Tuzla), Bigeste (Ljubuški) und Raetinum. Für den pannonischen Teil ist Servitium (Gradiška) an der Save zu nennen. Das von den Römern im bosnischen Raum angelegte Straßennetz diente vor allem der schnellen Verlegung von Truppen vom Adriahafen Salona an die pannonische Grenze. Strahlenförmig führten mehrere Routen von Salona Richtung Norden: die kürzeste Verbindung ging durch Mittelbosnien nach Servitium, eine weitere Straße führte weiter westlich über Raetinum an die Save, zwei Routen verliefen in nordöstlicher Richtung nach Sirmium und weiter nach Mösien. Dabei hatte die später so genannte Via Argentaria (Silberstraße) auch wirtschaftliche Bedeutung, weil sie die Verbindung der Bergbauregion um Srebrenica mit der Küste herstellte.
Dalmatia gehörte zu jenen südosteuropäischen Provinzen, in denen sich das Lateinische als wichtigste Sprache schnell durchsetzte. Das Griechische spielte nur in den Küstenstädten an der Adria eine Rolle.
Bei der Neueinteilung der Provinzen unter Kaiser Diokletian wurde Pannonien geteilt. Die späteren bosnischen Gebiete wurden dabei Pannonia Savia zugeteilt, dessen Hauptstadt Siscia (Sisak) war.
Das Christentum fand frühzeitig Eingang in Dalmatia und Pannonia. Bereits im 3. Jahrhundert sind in diesen Regionen Märtyrer der Christenverfolgungen bezeugt. Wann sich die neue Religion aber im Inneren Bosniens durchsetzen konnte, ist weitgehend unbekannt. Es wird vermutet, dass Delminum (Duvno) bereits im 4. Jahrhundert Bischofssitz gewesen ist. Vermutlich ist dieses frühe Bistum in den Wirren der Völkerwanderung untergegangen. Schon in der zweiten Hälfte des 6. Jahrhunderts erfolgte aber die Neugründung. Ein wichtiges Zentrum des frühen Christentums war das pannonische Sirmium, dessen Erzbischof im 4. Jahrhundert wohl auch Gebiete im nördlichen Bosnien unterstanden.

### Völkerwanderungszeit
Im Jahr 376 überschritten die Westgoten die Donaugrenze. Nach einem fehlgeschlagenen Versuch Kaiser Valens’, sie in Thrakien als Föderaten anzusiedeln, kam es 378 zur Schlacht von Adrianopel, in der die Goten siegten und das römische Heer auf dem Balkan völlig aufrieben. In den folgenden zwei Jahrzehnten blieben die Westgoten ein ständiger Unsicherheitsfaktor in den Balkanprovinzen. Nachdem sie Griechenland verwüstet hatten, zogen die Goten 401 nordwärts und verheerten auf ihrem Weg nach Italien auch die Provinz Dalmatia.
Nach einigen Jahrzehnten verhältnismäßiger Ruhe fielen die Hunnen unter Attila zwischen 441 und 447 in die römischen Balkanprovinzen ein. In den sechziger Jahren des 5. Jahrhunderts konnte der spätere Kaiser Zenon als Feldherr Leos I. die Vandalen, Hunnen und Gepiden aus den Gebieten südlich der Donau vertreiben. Nach dem Ende des weströmischen Reiches (476) hatte es Zenon, der nunmehr Kaiser war, auf dem Balkan noch mit den Ostgoten unter Theoderich zu tun. Es gelang ihm 488, Theoderich gegen Odoaker, den Herrscher Italiens, zu lenken. Die Verlagerung der ostgotischen Hauptmacht nach Italien bildete die Voraussetzung dafür, dass Kaiser Justinian I. das Gebiet des späteren Bosniens, das bei der Reichsteilung von 395 an Westrom gefallen war, unter byzantinische Herrschaft bringen konnte. Allerdings dauerten die Auseinandersetzungen mit den Ostgoten in Dalmatia noch bis in die 520er Jahre an. Unter Justinian verlief die Nordgrenze des Römischen Reiches durch Bosnien. Nördlich davon hielten sich in dieser Zeit die Langobarden und Gepiden auf, und ab 555 tauchte als neue Bedrohung das Steppenvolk der Awaren in der pannonischen Ebene auf. Ein Teil der Awaren wurden 558 als Föderaten auf dem Reichsboden angesiedelt. Dies ebnete ihnen und den unter ihrer Oberherrschaft stehenden slawischen Stämmen den Weg auf den Balkan.

## Mittelalter

### Die slawische Besiedlung
Der genaue Verlauf der slawischen Landnahme auf dem Balkan seit dem letzten Drittel des 6. Jahrhunderts lässt sich im Detail nicht rekonstruieren. Fest steht, dass sie sich unter der Oberherrschaft der weit weniger zahlreichen Awaren vollzog und ungefähr mit dem Tod Justinians I. 565 begann, als sich abzeichnete, dass die Restauratio imperii gescheitert war.
Um 620 waren die Slawen vermutlich in den größten Teil Bosniens vorgedrungen. In diese Zeit zu Anfang des 7. Jahrhunderts werden die ältesten slawischen Siedlungsfunde in Bosnien-Herzegowina datiert. Insgesamt gibt es jedoch kaum Quellen zum bosnischen Frühmittelalter. Kroatische und serbische Historiker vertreten die These, dass jeweils die eigene ethnische Gruppe die ersten Herrschaftsstrukturen auf bosnischen Boden errichtet hätte. Andere sind der Auffassung, dass es bereits vor deren Ankunft zu Zeiten der Awaren Herrschaftsstrukturen gegeben hätte.
Die Slawen waren in Großfamilien, Sippen und Stämmen (Plemena) organisiert. Oberhaupt eines Stammes war der Župan. Die soziale Differenzierung nahm in der neuen Heimat bald zu und mit der Zeit bildete sich der Adel heraus. Damit zusammenhängend waren aber die Besitzungen der meisten Adligen sehr klein und viele von ihnen hatten so wenige Knechte, dass sie sich selbst an der Feldarbeit beteiligen mussten. Dieser Kleinadel hat die Geschichte Bosniens bis zur osmanischen Eroberung entscheidend mitgeprägt.
Bereits im 7. Jahrhundert begann die Christianisierung der slawisch/illyrischen Bevölkerung Bosniens. Neben den Bischofssitzen an der dalmatinischen Küste als Missionszentren gab es in der Herzegowina das bereits erwähnte Bistum Duvno. Im 7. Jahrhundert soll noch ein weiteres Bistum in Mittelbosnien errichtet worden sein. Ebenso wurden die in Bosnien lebenden Slawen etwas später von Süden und Südosten her von Slawenaposteln christianisiert.
Im 8. und 9. Jahrhundert lebten die slawischen Stämme in Bosnien an den Rändern der großen Reiche jener Zeit. Neben Byzanz trat das Bulgarenreich als neue Großmacht auf dem Balkan hinzu. Zeitweise reichte der bulgarische Einfluss bis nach Bosnien hinein.

### Frühmittelalterliche kroatische und serbische Fürstentümer
So bildeten sich im 9. Jahrhundert die ersten kroatischen und serbischen Fürstentümer, die jeweils auch Teile Bosniens einschlossen. Unter dem ersten kroatischen König Tomislav (910–928) gehörte ein Teil zu Kroatien, während ein Teil im Osten unter bulgarischer Herrschaft stand und andere Teile unter serbischer Herrschaft. Allerdings war das kroatische Königreich kein straff organisierter Staat, wie das Byzantinische Reich, in dessen Abhängigkeit sich Kroatien zeitweise befand. Unter der Anerkennung der Oberherrschaft des Königs waren die einzelnen Stämme und ihre Župane weitgehend selbstständig.

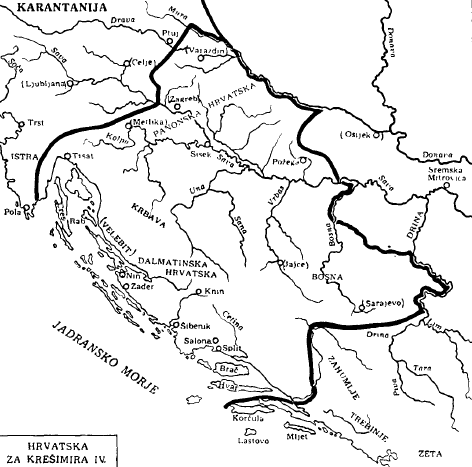
Königreich Petar Krešimirs IV.

Nach dem Tod Tomislavs gingen die wenigen bosnischen Gebiete verloren. Ein Teil Bosniens wurde vom erstarkten serbischen Fürstentum Raszien eingenommen, das wiederum selbst die Oberherrschaft des byzantinischen Kaiserreichs anerkannte. Aus dieser Zeit stammt die erste überlieferte Erwähnung Bosniens als einer gesonderten Landschaft. Jedoch meinte man damit nur ein kleines Gebiet am Oberlauf des namensgebenden Flusses Bosna.
Kaiser Basileios II. (985–1025) konnte den direkten Einfluss von Byzanz noch einmal bis an die Donau (Sirmium) und nach Bosnien hinein ausdehnen. Bald danach verloren die Byzantiner aber endgültig die Kontrolle über die weit im Nordwesten gelegenen Gebiete. Teile Bosniens wurden während der Regierungszeit von kroatischen König Petar Krešimir IV. in das Königreich Kroatien eingeschlossen. In dieser Zeit entstand das Fürstentum Doclea, zu dem ebenso wie zum benachbarten Fürstentum Hum (Zahumlje) auch Teile der Herzegowina gehörten. Nach 1080 waren einige Teile Ostbosniens unter König Konstantin Bodin wiederum Teil des Raszien.
Siehe auch Geschichte Kroatiens und Geschichte Serbiens

### Das bosnische Fürstentum zwischen Ungarn und Serbien
Auch nachdem Kroatien 1102 durch Personalunion an die Könige von Ungarn gekommen war, blieb Bosnien ein umstrittenes Land. Weder die Kroaten und Ungarn noch die Serben konnten ihre Herrschaft dort stabilisieren. Im 12. Jahrhundert entstand in diesem Machtvakuum ein mehr oder weniger eigenständiges Fürstentum, dessen Bane aber nominell Vasallen der Stephanskrone oder des Kaisers in Konstantinopel waren.
Seit 1137 führte König Bela II. von Ungarn auch den Titel rex Ramae und beanspruchte damit auch die Herrschaft über Rama, eine Landschaft in der nördlichen Herzegowina und dem östlich angrenzenden Serbien. Beginnend mit der Herrschaft des aus Slawonien stammenden Ban Borić seit 1154 war Bosnien ein halbautonomes Fürstentum. Borić verlor die Herrschaft, weil er sich in den ungarischen Thronstreitigkeiten auf Seiten der Verlierer engagiert hatte. Er war ein Vorfahr der Familie Kotromanić, die im 14. Jahrhundert ein unabhängiges Königreich Bosnien errichtete.
| Bane im mittelalterlichen Bosnien                                                                                                   |
| --- |
| Borić (Ban) 1154–1163 |
| Kulin 1180–1204 |
| Stjepan Kulinić 1204–1232 |
| Matej Ninoslav 1232–1250 |
| Prijezda I. 1250–1287 |
| Prijezda II. 1287–1290 |
| Stjepan I. Kotroman 1287/90–1299/1314                                                                                               |
| Pavao I. Šubić Bribirski & Mladen II. Šubić Bribirski 1299–1322 (kontrollierten das Banat von Bosnien, hatten aber den Titel nicht) |
| Stjepan II. Kotromanić 1314–1353 |

Nach einem Sieg über die Ungarn konnte Kaiser Manuel I. 1166 die byzantinische Oberhoheit über Bosnien für einige Zeit wiederherstellen. In jener Zeit stieg Ban Kulin zum Herrscher Bosniens (1180–1204) auf. Bald schüttelte er die byzantinische Oberhoheit ab und verbündete sich 1183 mit den Ungarn und den Serben unter Stefan Nemanja gegen die Byzantiner. Die Herrschaft Ban Kulins gilt als goldenes Zeitalter Bosniens, denn nach dem Krieg gegen Byzanz konnte der Fürst den Frieden für das Land bewahren, was auch zu wirtschaftlicher Prosperität führte. Der Ban schloss Handelsverträge mit den Republiken von Venedig und Ragusa ab, die vor allem an den Erzeugnissen des bosnischen Bergbaus interessiert waren.
Ban Kulin verfasste 1189 das erste überlieferte Dokument in der bosnischen Variante der kyrillischen Schrift, in dem er seinen Staat beschrieb und dessen Bewohner zum ersten Mal als Bosnier (Bošnjani) bezeichnete. Während Kulins Herrschaft entwickelte sich die Bosnische Kirche zu einer unabhängigen Religionsgemeinschaft. Sowohl die Orthodoxen als auch die Katholiken betrachteten die Bosnische Kirche als häretisch. Es ist bis heute unklar, welche Verbindungen zwischen der bosnischen Kirche und den Bogomilen bestanden. Als Fürst Vukan von Dioklea die Bosnier beim Papst als Häretiker anschwärzte, gelang es Kulin jedenfalls, die ausgesandten päpstlichen Emissäre zu überzeugen, dass er ein treuer Katholik sei. Wie auch immer, die Bosnische Kirche führte ein Eigenleben und weder der Papst noch die Orthodoxie konnten Einfluss über sie geltend machen.
Kulins Sohn und Nachfolger Stefan nahm jedoch zu wenig Rücksicht auf die Besonderheiten der Bosnischen Kirche; er wollte sie wieder zum Katholizismus zurückführen, was 1232 zu einer erfolgreichen Revolte gegen ihn führte. Er wurde durch den einheimischen Adeligen Matej Ninoslav (1232–1250) ersetzt. Dessen Verwandter Prijezda führte die katholische Opposition an. Auch der ungarische König Andreas II. griff in den innerbosnischen Machtkampf ein, indem er eine eigene Partei aufzubauen suchte. 1234 vergab er den Titel des Bans von Bosnien an Herzog Koloman. Daneben versuchte auch Sibislav, Graf von Usora, aus der Familie Kulins, Bosnien in seine Gewalt zu bringen.
Papst Gregor IX. war mit den Ungarn verbündet, die somit die katholische Partei im bosnischen Machtkampf bildeten. Er ersetzte 1235 den häretischen bosnischen Bischof durch Johann, ein Mitglied des Dominikanerordens, und erkannte Koloman als legitimen Ban von Bosnien an. Johann und Koloman führten fünf Jahre lang einen als Kreuzzug bezeichneten Krieg gegen Ban Matej, um das Land unter ihre Kontrolle zu bekommen. Auch Graf Sibislav ging in dieser Zeit zur ungarisch-päpstlichen Partei über. Einziger Verbündeter Ban Matejs war die Republik Ragusa (Urkunde vom 22. Mai 1240), die zwar nicht gegen die Katholiken kämpfte, dem Ban aber Rückendeckung gegen den serbischen König Stefan Vladislav gab, der nur auf einen günstigen Augenblick wartete, um sich bosnische Gebiete aneignen zu können.
Koloman trat den Titel des Bans von Bosnien vermutlich 1238 an Prijezda ab, der etwa drei Jahre im Land regieren konnte. Der Einfall der Mongolen nach Ungarn und Dalmatien 1241 bzw. 1242 veränderte das Kräfteverhältnis in der Region. Kolomans Truppen wurden in Ungarn gebraucht, und daher konnte Matej Ninoslav sich wieder in den Besitz Bosniens setzen; Prijezda ging ins ungarische Exil. Im März 1244 erneuerte Matej das Bündnis mit Ragusa. So gestärkt konnte er sich in Dalmatien in die Streitigkeiten der Städte Traù und Spalato einmischen. Damit stieß er in das Einflussgebiet des ungarischen Königs an der Adriaküste vor, weshalb Bela IV. erneut Truppen gegen Bosnien entsandte, aber bald Frieden schloss, wodurch Kreuzzugspläne des Papstes und der ungarischen Bischöfe nicht mehr verwirklicht werden konnten.

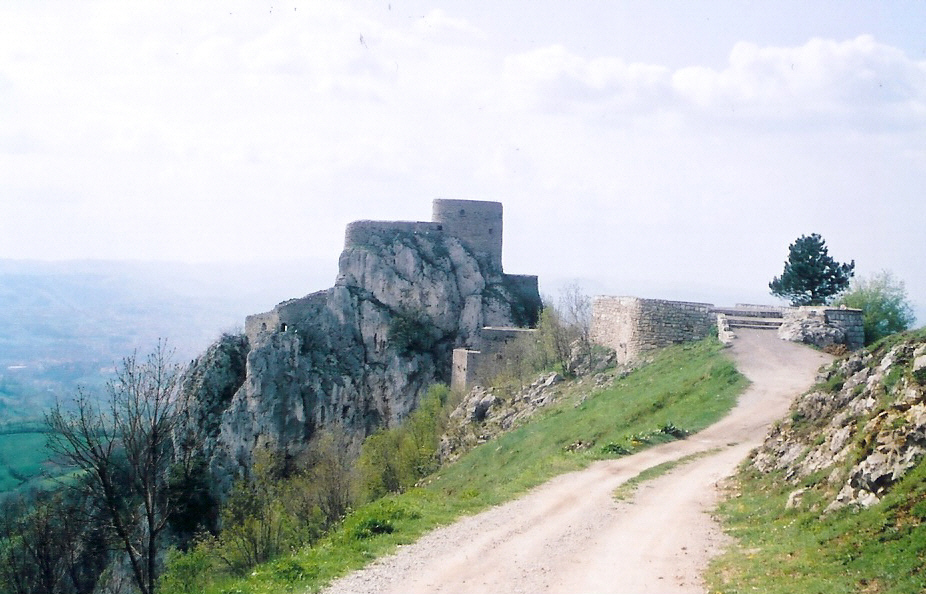
Burgruine in der Nähe von Srebrenik, eines der ältesten Bauwerke Bosniens

Nach dem Tod Matejs (1250) konnte der ungarische König seinen Parteigänger Prijezda I. als neuen Ban in Bosnien installieren, während der Sohn des Vorgängers leer ausging. Prijezda ging gegen die Bogumilen vor und versuchte die Bosnische Kirche dem Papst zu unterstellen. Einen Aufstand der Häretiker konnte er 1253 nur mit Hilfe des ungarischen Königs Bela IV. niederschlagen. Damit wurde Prijezda noch abhängiger von der ungarischen Krone, doch scheint Prijezda stets in gutem Einvernehmen mit dem König gestanden zu haben. Bela ging dann auch daran, die südlichen Grenzprovinzen seines Reiches auf Kosten Priezdas neu zu ordnen. Das bosnische Banat wurde auf das Gebiet zwischen den Flüssen Vrbas und Bosna eingeschränkt, und die Banate von Usora und Soli neu gebildet, die dem Banat von Mačva unterstellt wurden, wo ein Enkel des Königs als Herzog eingesetzt wurde.
1254 eroberte Bela in einem Krieg gegen den serbischen König Stefan Uros I. Zahumlije (in etwa Herzegowina und Mitteldalmatien) und übergab diese Region zur Verwaltung an Prijezda, der ebenfalls an dem Feldzug teilgenommen hatte. Aber schon wenige Jahre später fiel das Gebiet an die Serben zurück. 1260 führte der Ban bosnische Truppen in den Krieg des Ungarnkönigs mit Böhmen. Als Bela IV. 1270 starb, wurde auch Bosnien in die ungarischen Thronwirren der folgenden Jahre hineingerissen, und Prijezdas Stern begann zu sinken, hatte er sich doch ganz an den verstorbenen Herrscher gebunden. Er konnte sich aber bis zu seinem Tod 1287 als Ban behaupten. Gegen die ihn bedrängenden ungarischen Hochadeligen suchte er Verbündete bei den Serben.

### Die Blüte des bosnischen Fürstentums und Königreichs im 14. Jahrhundert
In den 1280er Jahren erbte Stjepan Kotroman die Herrschaft über eines der nordbosnischen Territorien. Er stritt lange mit der aus der Gegend von Bribir in Kroatian stammenden Adelsfamilie der Šubićs um die Macht. Diese Familie hatte in den ersten zwei Jahrzehnten des 14. Jahrhunderts das alte Banat Bosnien großenteils regiert und zeitweise freundschaftliche Beziehungen zu Kotromans Sohn Stjepan II. Kotromanić unterhalten. Kotromanić bekam aber 1320 die Oberhand und wurde 1322 Ban von Bosnien. Er schuf einen größeren bosnischen Staat, indem er das alte Banat mit Territorien im Norden vereinigte, durch Eroberung Gebiete westlich des Banats einfügte, die vorher zu Kroatien gehört hatten und bei weiteren Eroberungen einen langen Abschnitt der dalmatinischen Küste zwischen Ragusa und Split einnahm. Schließlich annektierte er 1326 den größten Teil von Hum, womit Bosnien und Herzegowina zum ersten Mal zu einer politischen Einheit zusammengeschlossen waren. Kotromanić bemühte sich um freundschaftliche Beziehungen zu den anderen Mächten. 1340 gestattete er, um die Beziehungen zum Papst zu verbessern, dass Franziskaner eine Mission in Bosnien errichteten. Vor 1347 scheint er selbst zum römisch-katholischen Glauben übergetreten zu sein. 1353 wurde er im Franziskanerkloster Visoko begraben. Er hinterließ einen unabhängigen bosnischen Staat, der unter seinem Neffen Stjepan Tvrtko Kotromanić (später König Tvrtko I.) zum mächtigsten Staat auf der westlichen Balkanhalbinsel wurde.
Dabei waren Tvrtkos erste Regierungsjahre schwierig. Er musste sich mit Revolten bosnischer Adelsfamilien und ungarischen Landnahmen herumschlagen und 1366 sogar am ungarischen Hof Schutz suchen, als eine Gruppe bosnischer Adliger seinen Bruder Vuk an seine Stelle setzte. Aber schon 1367 war Tvrtko wieder an der Macht, offenbar mit Hilfe des ungarischen Königs. Tvrtko wandte seine Aufmerksamkeit dem Süden zu. 1355 war das starke serbische Reich nach dem Tod von Stefan Uroš IV. Dušan weitgehend zusammengebrochen. Tvrtko unterstützte den serbischen Adligen Lazar Hrebeljanović, der sich mit anderen Adligen in Südwestserbien, Hum und Zeta um die Reste des serbischen Reichs stritt. Lazar belohnte Tvrtko bei der folgenden Aufteilung der Beute mit einem großen Streifen an Bosnien angrenzenden Landes: Teilen von Hum, Zeta, Süddalmatien und dem späteren Sandžak von Novi Pazar. 1377 ließ sich Tvrtko nicht nur zum König von Bosnien krönen, sondern auch zum König über Serbien. Dies entsprach prahlerischer Selbsterhöhung, ebenso wie der imposante Hof byzantinischen Stils, den er in der Festung Bobovac einrichtete. Faktisch versuchte er nie ernsthaft, politische Macht in Serbien auszuüben. Stattdessen weitete er seinen Einfluss nach Dalmatien sowie Teilen von Nordkroatien und Slawonien aus und nannte sich in den letzten Jahren vor seinem Tod 1391 auch noch „König von Kroatien und Dalmatien“.
Der Schlüssel zu Bosniens Wohlstand im Hochmittelalter war der Bergbau. Im späten 13. oder frühen 14. Jahrhundert waren deutsche Bergleute, so genannte „Sachsen“ (Sasi), aus Ungarn nach Bosnien gekommen. Die Gruben gehörten örtlichen Grundbesitzern und wurden von „Sachsen“ geleitet, die teilweise zu Reichtum und Ansehen gelangten. Kupfer und Silber wurden bei Kreševo und Fojnica gefördert, Blei bei Olovo, Gold, Silber und Blei bei Zvornik und vor allem Silber bei Srebrenica. In den Bergwerksorten und in wichtigen Handelsstädten wie Foča und Visoko gab es bedeutende Kolonien von Ragusanern – Ragusa hatte ein Monopol auf den Silberhandel innerhalb Bosniens und auf die Silberexporte über See. Als die Franziskaner in Bosnien begannen, Klöster zu gründen, zog es sie in die Städte mit römisch-katholischen Sachsen, Ragusanern und anderen Dalmatinern. So wurden diese Städte stark katholisch geprägt.
Auf dem Land waren die Mehrzahl Kmeten, leibeigene Bauern. Es gab auch Sklaven, die auf dem Markt in Ragusa gehandelt wurden. Im bosnischen Bergland lebten Hirten, darunter auch Walachen. Die wichtigste innergesellschaftliche Trennungslinie war die zwischen Volk und Adel, wobei der Adel in niederen und hohen differenziert war. Der Hochadel übte große politische Macht aus und konnte Bans und Könige erheben und absetzen. Von 1390 bis nach 1420 kam er in einem „Staatsrat“ zusammen, um über Thronfolge und wichtige Fragen von Innen- und Außenpolitik zu beraten.

### Die letzten Jahrzehnte des bosnischen Königtums
Seit den 1380er Jahren hatten osmanische Armeen begonnen, Einfälle auch nach Serbien zu unternehmen. 1388 war eine türkische Abteilung in das von Bosnien regierte Hum vorgedrungen. 1389 weigerte sich Trvtkos alter serbischer Verbündeter Lazar, die türkische Oberhoheit anzuerkennen und rief Verbündete zu Hilfe. König Trvtko schickte ein starkes bosnisches Heer, das im Juni 1389 in der Schlacht auf dem Amselfeld an der Seite von Lazar Hrebeljanovićs Armee kämpfte. Die türkischen Armeen kehrten Jahr für Jahr zurück und brachten bis 1392 alle serbischen orthodoxen Gebiete, abgesehen vom bosnisch regierten Hum, unter osmanische Oberhoheit.
Tvrtkos Tod 1391 brachte für Bosnien eine längere Zeit schwacher Regierungen. Adelsfamilien mit regionalen Machtbasen stärkten ihre Positionen. Auch der ungarische König gewann wieder mehr Einfluss in Bosnien. Ein labiles Gleichgewicht der Kräfte zwischen dem von Ungarn gestützten König Ostoja und dem mächtigsten der bosnischen Adligen, Hrvoje, zerbrach 1414. Die Osmanen proklamierten den vertriebenen illegitimen Sohn König Trvtkos, Tvrtko II., zum rechtmäßigen König und fielen in bosnisches Territorium ein. Im folgenden Jahr wurde die ungarische Armee in Mittelbosnien geschlagen. Ostoja konnte zwar erreichen, dass er und nicht Trvtko II. als König bestätigt wurde, aber faktisch erreichte oder übertraf der Einfluss des Osmanischen Reiches nun den Ungarns. Nach Ostajas Tod 1418 wurde sein Sohn 1420 vertrieben und mit türkischer Unterstützung Trvtko II. wieder König. Die Bündnisse und Loyalitäten blieben aber brüchig; immer wieder kam es zu wechselnden Kontrollen über bosnische Territorien. 1440 wurde Srebrenica von Türken erobert. Auch der Nachfolger Trvtkos II., Stjepan Tomaš, war neben anderen kriegerischen Auseinandersetzungen immer mit der Abwehr von türkischen Angriffen beschäftigt. Dabei wandte er sich 1450 verzweifelt an den Papst und erklärte sich schließlich bereit, zur direkten Verfolgung der schismatischen bosnischen Kirche überzugehen. Als er 1461 starb und sein Sohn Stjepan Tomašević Nachfolger wurde, war das Ende des bosnischen Königtums abzusehen. Tomašević bat den Papst und Venedig vergeblich um Hilfe gegen eine groß angelegte türkische Invasion. Am 20. Mai 1463 fiel als erste bosnische Festung die alte königliche Hochburg Bobovac. Tomašević floh nach Jajce und von dort in die Festung Ključ. Auf eine Schutzzusage der türkischen Belagerer hin ergab er sich, wurde aber hingerichtet.

## Osmanische Herrschaft

Bosnien, Herzegowina und Serbien unmittelbar vor der osmanischen Eroberung im 15. Jahrhundert

1463 wurde Jajce von den Osmanen eingenommen. Nach mehreren Jahren des Krieges fielen auch die letzten Städte im Süden, so dass die letzte Königin Katarina Kosača-Kotromanić ins Exil gehen musste. Am 25. Oktober 1478 starb sie in Rom.
Bosnien war eine der wichtigsten Provinzen des Osmanischen Reiches, da es die europäische Grenze des Reiches schützte. Der bosnische Statthalter des Sultans Beylerbey hatte sehr weitreichende Befugnisse und unumschränkte Gewalt über die Bewohner des Landes. Um ihre Herrschaft am nordwestlichen Rand des Reiches zu stabilisieren, holten die Türken viele muslimische Siedler nach Bosnien. Jene Teile der einheimischen Bevölkerung, die vor der Eroberung der bosnischen Kirche angehört hatten, ließen sich relativ schnell für den Übertritt zum Islam gewinnen. Ein entscheidender Aspekt dabei war, dass der bosnische Adel nur so seine führende Stellung in der Gesellschaft behaupten konnte. Deshalb integrierte er sich innerhalb weniger Jahrzehnte in das osmanische Tımar-System. Viele Männer aus Bosnien und der Herzegowina erwarben hohe Würden am Hofe des Sultans und wurden zu Militärführern, Diplomaten und Großwesiren des Reiches.

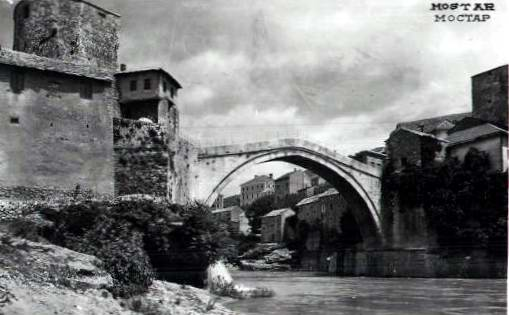
Osmanische Baukunst: Brücke in Mostar

Abgesehen von Albanien war Bosnien das Land auf dem Balkan, in dem die Islamisierung unter den Einheimischen am stärksten war. Allerdings waren die Muslime bis zum Übergang des Landes an Österreich-Ungarn (1878) immer eine Minderheit. Etwa die Hälfte der Bevölkerung waren im 17. Jahrhundert und danach orthodoxe Christen.  Nach ihrer Vertreibung aus Spanien siedelten sich im 16. Jahrhundert auch sephardische Juden in Bosnien an, da sie von den Osmanen nicht verfolgt wurden.
Nicht nur politisch, sondern auch kulturell wurde Bosnien aber von den Muslimen dominiert. Im 16. und 17. Jahrhundert erlebte Bosnien-Herzegowina eine zweite, orientalische Blütezeit. Schon in den ersten Jahrzehnten ihrer Herrschaft haben die Osmanen die orientalische Stadtkultur in Bosnien gefördert. In allen wichtigen Orten entstanden Moscheen, Medresen, Badehäuser, Basare usw. Das 1415 erstmals schriftlich erwähnte Sarajevo wurde erst in osmanischer Zeit zu einer bedeutenden Stadt ausgebaut. Die längste Zeit war jedoch Travnik die Hauptstadt des bosnischen Vilayets, bevor es diese Funktion 1850 an Sarajevo abgeben musste.
Mit der Rückeroberung Südungarns und Slawoniens durch Prinz Eugen wurde das Land zur Grenzzone. Österreichische Truppen versuchten mehrmals, auch Bosnien zu erobern, was aber scheiterte, so dass sich die Savegrenze stabilisieren konnte. Allerdings zerstörte Prinz Eugen bei einem Feldzug Sarajevo. In den Gebieten um Bihać und entlang der Save wurden Befestigungen und Wehrdörfer eingerichtet. In diesem Grenzgebiet wurden auch Vlachen angesiedelt.
Der wirtschaftliche und politische Niedergang des Osmanischen Reiches betraf auch Bosnien. Die zentralistischen Reformversuche des 19. Jahrhunderts (Tanzimat) konnten keine Abhilfe schaffen, weil sie vor allem auf militärische und administrative Belange ausgerichtet waren. Gegen soziale und wirtschaftliche Reformen, die die schlechte Lage der mehrheitlich christlichen Landbevölkerung verbessert hätten, sperrte sich aber die Elite der muslimischen Grundbesitzer. Ein großer Teil der bosnischen Muslime hatte entweder umfangreicheren Landbesitz, den er von Pächtern bewirtschaften ließ, oder fand Anstellung im osmanischen Staatsdienst, der den Christen weitgehend verschlossen war. Die Christen und vor allem die orthodoxen Serben waren überwiegend Bauern, die als Pächter unter sehr schlechten Bedingungen für die Großgrundbesitzer arbeiten mussten. Dies führte im 19. Jahrhundert immer wieder zu Aufständen.
Der Aufstand der bosnischen Serben, welcher 1876 begann und auch von Serbien aus unterstützt wurde, war der Anfang vom Ende der osmanischen Herrschaft. Im selben Jahr begannen Serbien und Montenegro einen Krieg gegen das Osmanische Reich. Die Regierungen der kleinen Balkanländer hatten jedoch die Stärke des Gegners unterschätzt und gerieten schon bald in die Defensive. Vor einer militärischen Katastrophe wurden die Serben nur durch das Eingreifen der Russen bewahrt, die freilich eigene Ziele auf dem Balkan verfolgten.

## Österreichisch-ungarische Zeit
Der Berliner Kongress stellte 1878 die osmanischen Provinzen Bosnien und Herzegowina unter österreichisch-ungarische Verwaltung (der Landesregierung für Bosnien und die Herzegowina). Formal blieb Bosnien noch bis zur Annexion 1908 Teil des Osmanischen Reiches.
Gegen beträchtlichen Widerstand von Partisanen, vor allem muslimischer unter Hadschi Loja, wurde Bosnien-Herzegowina im Okkupationsfeldzug von der österreichisch-ungarischen Armee besetzt. Weil sich die österreichischen und die ungarischen Politiker nicht darauf einigen konnten, zu welchem der beiden Teilstaaten Österreich-Ungarns die Neuerwerbungen kommen sollten, wurde die Verwaltung dem gemeinsamen k. u. k. Finanzministerium übertragen. Die Beamten prägten in dieser Zeit den Doppelnamen Bosnien-Herzegovina (Bosna i Hercegovina), der bis heute die Bezeichnung des Landes ist.
Eine Volkszählung im Jahre 1879 ergab eine Gesamtbevölkerung von 1.158.164, die sich zusammensetzte aus: 496.485 Griechisch-Orthodoxe/Serben (42,87 %), 448.613 Muslimen (38,73 %), Katholiken/Kroaten 209.391 R (18,08 %), 3.426 Juden und 249 Sonstigen. Die Volkszählung in Bosnien und Herzegowina 1895 vertiefte die statistischen Erkenntnisse.
In der Folge schuf die k.u.k. Verwaltung ein leistungsfähiges Schul- und Sanitätswesen und ermöglichte gute wirtschaftliche Entwicklung. In dieser Zeit begann die industrielle Ausbeutung der Bodenschätze und Wälder Bosnien-Herzegowinas, wobei jedoch mit Augenmaß vorgegangen wurde (u. a. Aufforstungsprojekte). Schmalspurige Eisenbahnlinien und wichtige Fernstraßen wurden errichtet. Für die ersten Ansätze der Industrialisierung waren Fachkräfte notwendig. Dies führte 1880–1910 zur Zuwanderung von Menschen aus anderen Teilen der Donaumonarchie. Darunter waren neben Deutschen und Tschechen auch Polen, Slowenen und Ruthenen. Manche dieser Einwanderer erwarben auch Grundbesitz und waren als Bauern tätig.

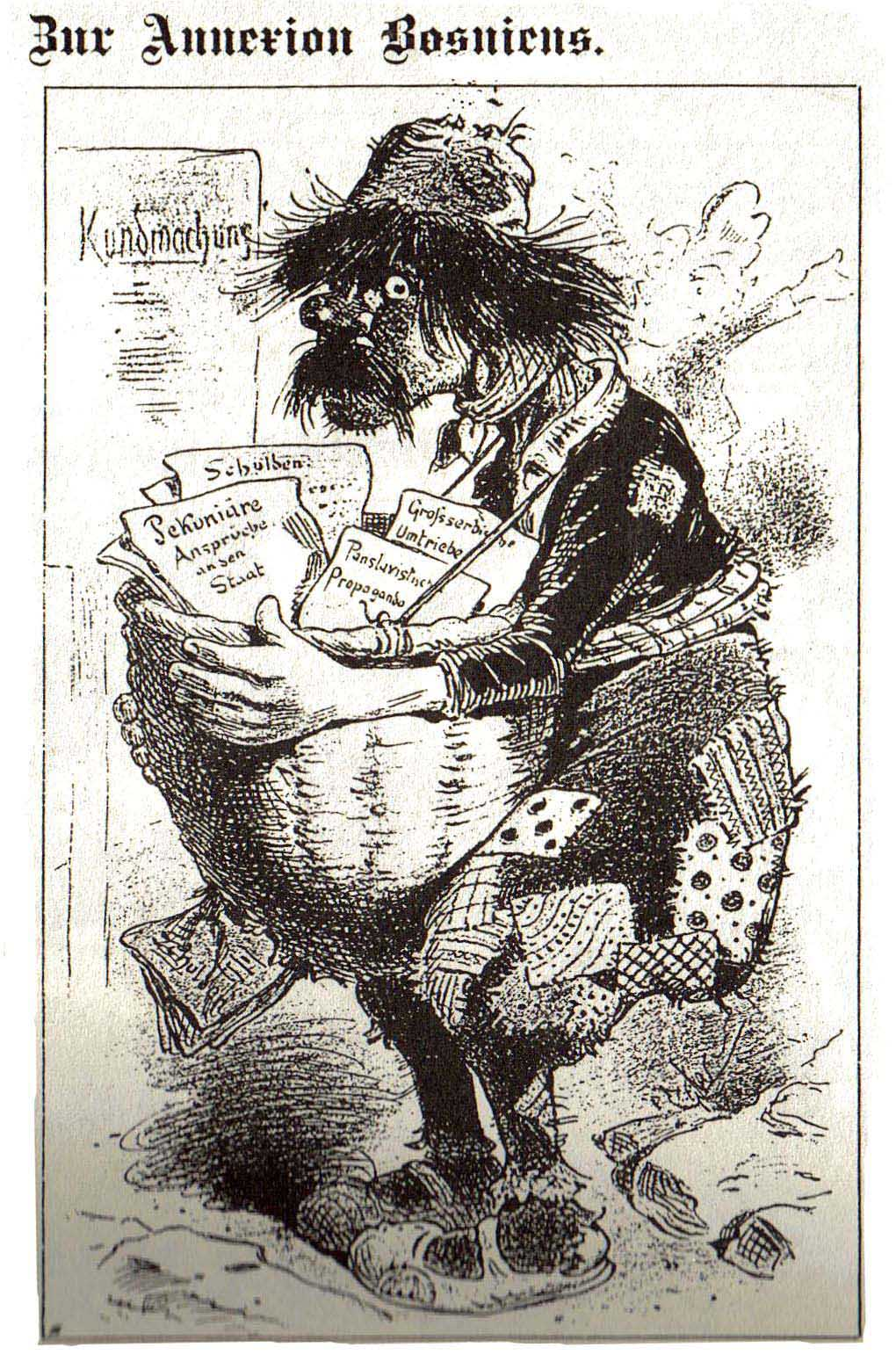
Der Bosnier in der Wiener Karikatur. Bildunterschrift: Gott sei Dank, jetzt g’hört er ganz uns! Aus: Kikeriki, 15. Oktober 1908

Bei ihrer Herrschaft stützten sich die Österreicher auch auf die alten muslimischen Eliten, die sie durch verschiedene Maßnahmen für sich einzunehmen wussten. So wurde der Islam als gleichberechtigte Religion staatlich anerkannt. Österreich-Ungarn war zu Beginn des 20. Jahrhunderts der einzige christlich dominierte Staat, der gesetzlich geregelte Beziehungen zu einer muslimischen Glaubensgemeinschaft unterhielt und daher unter anderem auch muslimischen Religionsunterricht an den Schulen erteilen ließ, Militär-Imame in der Armee unterhielt, eine muslimische Gefangenenseelsorge organisierte, den religiösen Einrichtungen das Selbstverwaltungsrecht einräumte und ihnen den Status einer Körperschaft öffentlichen Rechts gab. Das aus diesem Anlass 1912 erlassene Islamgesetz stand bis zu seiner Novellierung durch das Islamgesetz 2015 weitgehend unverändert in der Republik Österreich in Kraft. Wichtiger für die guten Beziehungen zur alten bosnischen Elite war aber, dass die österreichische Verwaltung die Verhältnisse auf dem Land im Großen und Ganzen unangetastet ließ. Die durchgeführte Agrarreform brachte nur für eine kleine Anzahl von Pächtern eigenen Grundbesitz und die Ablösung von der Untertänigkeit unter die muslimischen Agas. So positiv sich das auf die Beziehungen der Österreicher zu den muslimischen Eliten auswirkte, so unzufrieden waren deswegen vor allem die serbischen Bauern.
Die formelle Annexion von Bosnien-Herzegowina durch Kaiser und König Franz Joseph I. am 5. Oktober 1908 löste eine europäische Krise aus. Das Land wurde auch jetzt keinem der beiden Teilstaaten Österreich-Ungarns zugeteilt, sondern weiter vom gemeinsamen Finanzministerium verwaltet. Das besondere Verwaltungsgebiet hatte seine 1910 definierte eigene bosnisch-herzegovinische Landesangehörigkeit.
Der Monarch erließ am 17. Februar 1910 aus eigener Machtvollkommenheit (und ohne ein anderes Staatsorgan als Vorschlaggeber zu erwähnen) ein Landesstatut (die Landesverfassung inkl. Grundrechte der Bürger), eine Landtagswahlordnung, eine Landtagsgeschäftsordnung, ein Vereinsgesetz, ein Versammlungsgesetz sowie ein Gesetz über die Bezirksräte. Das Gebiet erhielt einen Landeschef (als Vertreter des Monarchen, wie er auch in den österreichischen Kronländern tätig war), einen Landtag (mit Kurienwahlrecht) und eine aus diesem hervorgehende Landesregierung, deren Vorsitzender zugleich Landtagspräsident war. Vor dem Ersten Weltkrieg wurden 1910 Landtagswahlen abgehalten.
Gesetzentwürfe des Landtags bedurften vor ihrer Einbringung der Zustimmung der Regierungen von Österreich und von Ungarn sowie des gemeinsamen Finanzministers und nach ihrem Beschluss, wie alle Gesetzesbeschlüsse der Monarchie, der Sanktion (= Zustimmung) des Monarchen, um in Kraft treten zu können.
1914 war Sarajevo Schauplatz des Attentates auf Franz Ferdinand, das den Ersten Weltkrieg auslöste. Nach der Niederlage der Habsburgermonarchie Ende 1918 wurde Bosnien Teil Jugoslawiens.

## Zweiter Weltkrieg
Jugoslawien war während des Zweiten Weltkriegs Schauplatz mehrerer miteinander verwobener Kriege: des von Deutschland und Italien gegen Jugoslawien geführten Krieges, der Kriegsanstrengungen der Achsenmächte gegen die Alliierten, des Krieges der Besatzungsmächte gegen jugoslawische Widerstandsbewegungen, des Bürgerkriegs kroatischer Extremisten gegen die serbische Bevölkerung in Kroatien und Bosnien und des Kriegs der wichtigsten Widerstandsbewegungen (Tschetniks und kommunistische Partisanen) gegeneinander (siehe auch: Jugoslawischer Partisanenkrieg). Diesen Konflikten fielen rund 900.000 Menschen zum Opfer.

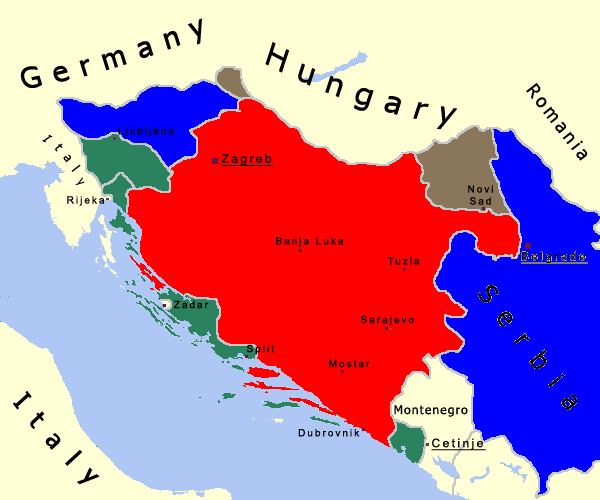
Gebiet des „Unabhängigen Staates Kroatien“ (rot)

Nach dem Überfall auf Jugoslawien am 6. April 1941 hatten die Achsenmächte unter Führung Deutschlands am 10. April den „Unabhängigen Staat Kroatien“ (Nezavisna država Hrvatska, NDH) proklamiert und den Ustascha-Führer Ante Pavelić als Poglavnik („Führer“) eingesetzt. Er umfasste neben Kroatien ganz Bosnien und die Herzegowina und wurde in eine deutsche und eine italienische Einflusszone eingeteilt. Die Trennungslinie verlief diagonal durch Bosnien.
Am 16. April 1941 marschierten deutsche Truppen in Sarajevo ein und verwüsteten die dortigen Synagogen. Im Juni begann die Masseninternierung von Juden. Nach Kriegsende schätzte man, dass von 14.000 Juden in Bosnien fast 12.000 getötet worden waren, woran auch Einheimische beteiligt waren. Das Hauptziel der Ustascha-Bewegung war jedoch, die große serbische Minderheit (1,9 von insgesamt 6,3 Millionen Einwohnern) zu vertreiben. Terrorakte gegen Serben begannen im Mai 1941 und weiteten sich in den folgenden Monaten aus, mindestens mehrere hundert Serben wurden dabei ermordet. Im Juni 1941 vertrieben daraufhin serbische Bauern in der Region Nevesinje die Ustascha-Milizen und etablierten für kurze Zeit ein „befreites Gebiet“. Dann wandten sie sich gegen kroatische und bosniakischen Dorfbewohner, die sie als Kollaborateure ansahen. Im Bezirk Bileća im Süden der Herzegowina wurden mehr als 600 Bosniaken umgebracht, im Juli/August weitere rund 500 in der Gegend um Višegrad. Tausende von bosnischen Serben schlossen sich einer der organisierten Widerstandsbewegungen an. Diese hatten jedoch unterschiedliche Merkmale und Ziele, so dass der beginnende Bürgerkrieg zwischen Tschetniks und kommunistischen Partisanen schon im Oktober 1941 sichtbar war. Ein Aspekt ihrer Konkurrenz war auch ihre Haltung gegenüber den Bosniaken und dem Status Bosniens. Einige führende Tschetniks waren fanatische serbische Nationalisten, die Bosnien, Dalmatien, Montenegro, Teile Kroatiens, Slawonien und Nordalbanien Serbien zuschlagen wollten. Stevan Moljević, ab 1943 politischer Leiter der Bewegung, schrieb im Februar 1942, dass dann „die Säuberung des Landes von allen nichtserbischen Elementen“ folgen müsse. Die Haltung der Kommunisten war während des Krieges vieldeutig und widersprüchlich. Milovan Djilas legte einen Plan vor, nach dem Bosnien autonome Provinz, aber keine „Nationalrepublik“ werden sollte.
Beide Widerstandsbewegungen kämpften gegen die Achsenmächte, häufiger aber gegeneinander. Tito war Ende 1941 aus Serbien in die Region Foča in Bosnien geflohen. Im Sommer 1942 marschierte er mit seinen Partisanen nach Nordwesten in die Gegend um Bihać. Dort gründeten die kommunistischen Partisanenverbände den Antifaschistischen Rat der Nationalen Befreiung Jugoslawiens (AVNOJ). Anfang 1943 beschloss die deutsche Führung, Titos Truppen von dort zu vertreiben. Sie wollte die Kontrolle über das wichtige Hinterland verstärken, weil sie befürchtete, die Alliierten könnten an der Küste Dalmatiens landen. Aus dem gleichen Grund plante sie eine Offensive gegen Tschetniks in der Herzegowina und in Montenegro. Der Tschetnik-Führer Draža Mihailović wollte seinerseits die Partisanen vertreiben, um einem raschen Vormarsch der Alliierten landeinwärts zur Vereinigung mit seinen eigenen Truppen den Weg frei zu machen. Tito befürchtete dagegen, dass eine alliierte Besetzung die Wiedereinsetzung des jugoslawischen Königs bedeuten würde und erklärte der deutschen Seite seine Bereitschaft, gemeinsam mit deren in Kroatien stehenden Divisionen gegen die an Land gesetzten Truppen der Westmächte vorzugehen.
Solche widerstreitenden Interessen führten 1943 zu wechselnden taktischen Bündnissen. Letztlich wurden die Partisanen Anfang 1943 in Richtung Herzegowina zurückgedrängt. Tito hatte aber ohnehin den Plan, dort und in Montenegro gegen Tschetnik-Truppen vorzugehen.
Im Mai 1943 entwaffneten deutsche Truppen auch mehrere Tausend montenegrinische Tschetniks. Anschließend wandten sie sich gegen die Partisanen und schlossen sie auf dem Berg Durmitor in Nordmontenegro fast ein. In heftigen Auseinandersetzungen durchbrachen die Partisanen jedoch den Ring und zogen durch Südostbosnien westwärts. Schließlich errichtete Tito sein Hauptquartier im Bezirk Jajce.
Berichte von britischen Offizieren, die die Partisanen besucht hatten, veranlassten die Alliierten, ihre Unterstützung von Mihailović abzuziehen und Tito zuzuwenden. Dessen Partisanen gewannen einen weiteren Vorteil gegenüber den Tschetniks, als ihnen nach der Kapitulation der italienischen Armee im September 1943 große Mengen an Ausrüstung in die Hände fielen. Nun begannen Tschetnik-Kommandeure erstmals, direkt mit der deutschen Seite zu kollaborieren.
In Jajce fand im November 1943 die zweite Tagung des AVNOJ statt. In den so genannten „AVNOJ-Beschlüssen“ einigte man sich auf ein Modell des neuen Jugoslawien. Es sah einen föderativen Staat mit sechs Teilrepubliken vor, darunter der Volksrepublik Bosnien und Herzegowina (NRBiH). Indem Tito die Eigenstaatlichkeit von Bosnien und Herzegowina anerkannte, versuchte er, das Gewicht Serbiens in dem geplanten neuen Staat zu reduzieren.
Die alliierte Unterstützung Titos wurde 1944 verstärkt. Außerdem gewann Tito kroatische und bosniakische Kämpfer, die nach dem allgemeinen Zusammenbruch der Ustascha-Herrschaft unzufrieden waren. Aber auch weitere Serben schlossen sich den Partisanen an. Im Rahmen der Kämpfe in Bosnien-Herzegowina wurde vom 25. Mai bis zum 6. Juni 1944 durch das SS-Fallschirmjäger-Bataillon 500 das Unternehmen Rösselsprung durchgeführt mit dem Ziel Josip Broz Tito gefangen zu nehmen oder zu töten und somit die Führungsstrukturen der Jugoslawische Volksbefreiungsarmee nachhaltig zu schwächen.
Im Sommer 1944 begann der Rückzug der deutschen Besatzer. Tito bekam neue Waffenvorräte geschickt, um diesen Abzug zu verhindern, zielte aber viel mehr auf die Vollendung seines Sieges im Bürgerkrieg. Ende des Jahres hatten sowjetische und verbündete bulgarische Streitkräfte den Osten des Landes zu einem großen Teil eingenommen. Am 6. April 1945 befreiten Titos Partisanen Sarajevo. Innerhalb weniger Wochen kontrollierten sie ganz Bosnien. Am 28. April wurde eine „Volksregierung“ eingesetzt. Die Föderative Volksrepublik Jugoslawien wurde Ende 1945 ausgerufen.
Die Bosnier selbst waren auf unterschiedliche Weise an den Kämpfen in den Jahren 1941 bis 1945 beteiligt. Eine Minderheit der bosnischen Kroaten unterstützte aktiv die Ustascha. Die Mehrheit begrüßte zunächst die Ausrufung des NDH, wurde aber zunehmend desillusioniert und schloss sich 1943/44 in großer Zahl den Partisanen an. Die bosnischen Serben gerieten schnell in Opposition zum Ustaschastaat und zu den Besatzungsmächten. Sie schlossen sich teilweise den Partisanen an, aber auch den Tschetniks. Am unübersichtlichsten war die Situation der Bosniaken. Ante Pavelić hatte ihnen wenige Tage nach Beginn seiner „Amtszeit“ Schul- und Religionsautonomie zugesagt und versichert, sie könnten sich „frei, gleichberechtigt und zufrieden fühlen“. Elf frühere Politiker der Jugoslawischen Muslimischen Organisation wurden aufgefordert, in das Zagreber Pseudoparlament einzutreten. Die zugesagte Rechtssicherheit ging aber im NDH schnell verloren; schon im Sommer und Herbst 1941 protestierten muslimische Geistliche öffentlich an vielen Orten vor allem gegen die Gewalt gegen Juden und Serben. Die Gewalttaten serbischer Dorfbewohner, besonders in der Herzegowina, gegen Bosniaken, machten es diesen aber unmöglich, sich dem serbischen Widerstand gegen die Ustascha anzuschließen. An anderen Orten hatten Tschetniks und andere serbische Streitkräfte im Winter 1941/42, im Sommer 1942 und im Februar 1943 Tausende von Bosniaken getötet. Einige Bosniaken traten den Ustaschamilizen bei; eine größere Zahl schloss sich Titos Partisanen an. Die erste bosniakischen Partisaneneinheit, die Mujina četa, wurde ab August 1941 aufgestellt. Im Laufe des Jahres 1942 entstanden weitere bosniakische Einheiten, im Dezember die 8. Regionale (Muslimische) Brigade.
Insgesamt blieb die Zahl muslimischer Rekruten zunächst jedoch relativ klein. Es gab auch Bosniaken, die sich für eine Kooperation mit Tschetniks einsetzten. Im Dezember 1943 wurde geschätzt, dass bis zu acht Prozent der Soldaten Mihailovićs Bosniaken seien. Zeitweise stellten Muslime lokale eigene Einheiten auf, die z. T. als „grüne Kader“ bekannt wurden. Im Oktober 1942 gab es eine „Bosniakische Freiwilligenlegion“ von rund 4000 Mann, die direkt mit der deutschen Seite zu verhandeln versuchte. Eine ähnliche Truppe, die im Sommer 1943 in der Region Cazin entstand, brachte es auf acht Bataillone. Viele bosniakische politische Führer sahen in einer Art Autonomie für Bosnien die einzige Lösung. Aus dieser Haltung entstand das berühmte „Memorandum“ bosnischer Bosniaken an Hitler vom November 1942. Abgesehen davon, dass sie sich der „gotischen Abstammung“ rühmten, beschwerten sich die Autoren bitterlich über die Morde der Ustascha an Bosniaken, forderten einen Stopp dieser Aktivitäten und baten um die Genehmigung, die bosniakische Freiwilligenlegion zu vergrößern. Sie wären im Gegenzug bereit, diese direkter deutscher Kontrolle zu unterstellen. Die Forderung nach einer Autonomie Bosniens war für die deutsche Führung mit Rücksicht auf ihre Verbindungen nach Zagreb nicht annehmbar. An der Rekrutierung weiterer Soldaten hatte sie jedoch starkes Interesse. Gegen heftige Einwände aus Zagreb wurde 1943 die 13. Waffen-Gebirgs-Division der SS „Handschar“ (kroatische Nr. 1) aufgestellt. Bosniakische SS-Einheiten kämpften auf Seiten der deutschen Besatzungsstreitkräfte und der Ustascha gegen Serben, Juden und Roma, die in den Partisanen-Verbänden kämpften. Zudem wurden Gräueltaten gegenüber der Zivilbevölkerung ausgeübt, so im Frühjahr und Sommer 1944 in Nord- und Ostbosnien (Tuzla, Gradačac, Brčko, Bijeljina und Zvornik) mit Hunderten, vielleicht Tausenden Opfern.

## Bosnien-Herzegowina im sozialistischen Jugoslawien
Die Geschichte Bosniens und der Herzegowina im sozialistischen Jugoslawien ist zum großen Teil bestimmt durch die allgemeine Politik des Bundesstaats, siehe Jugoslawien und Geschichte Jugoslawiens. Besonderheiten, die Bosnien stärker als die anderen Teilrepubliken betrafen, sind die Religionspolitik (vor allem die Muslime betreffend), einige spezifische wirtschaftliche Entwicklungen und die Durchführung der Olympischen Winterspiele 1984 in Sarajevo.

### Religionspolitik
Die stalinistisch geprägte Politik war religionsfeindlich, auch wenn die Verfassung von 1946 formal Freiheit des Glaubens und die Trennung von Kirche und Staat beschrieb. Dabei wurde die katholische Kirche härter als die orthodoxe behandelt, weil einige katholische Geistliche in Kroatien und Bosnien mit der Ustascha kollaboriert hatten. Der Islam wurde für rückständig und asiatisch gehalten und zudem attackiert, weil er nicht nur den privaten Glauben, sondern ausdrücklich das soziale Leben betraf. In mehreren Fällen wurden Muslime durch Kommunisten ohne jede Gerichtsverhandlung oder Untersuchung getötet. Die Schariagerichte wurden 1946 aufgehoben. Die Studentenorganisation „Junge Muslime“ leistete der Kampagne gegen den Islam Widerstand, bis 1949/50 mehrere hundert ihrer Mitglieder ins Gefängnis kamen. 1950 wurde Frauen das Schleiertragen gesetzlich untersagt, Mektebs wurden geschlossen und die Unterrichtung von Kindern in Moscheen zur Straftat erklärt. 1952 verbot man die Derwischorden und schloss alle Tekkes Bosniens. Muslimische Kultur- und Bildungsvereine wurden abgeschafft, nur die staatlich kontrollierte „Islamische Gesellschaft“ blieb erlaubt. Bis 1964 durfte in Jugoslawien kein islamisches Lehrbuch erscheinen. Diese Maßnahmen wurden jedoch zum Teil heimlich umgangen. Die muslimischen Stiftungen („Vakuf“), die seit Jahrhunderten als wohltätige Einrichtungen funktionierten, hatten ihren Besitz teilweise schon durch die Enteignungen von Ackerland verloren und verloren 1958 mit der Verstaatlichung von Mietbesitz vollends ihre Grundlage.
1954 wurde ein neues Religionsgesetz verabschiedet, das die Kirchen der direkten Kontrolle des Staates unterstellte, aber besonders der orthodoxen Kirche wieder mehr Möglichkeiten gab. Seit 1956 wurden orthodoxe Klöster wieder aufgebaut. Die Behandlung des Islam verbesserte sich seit den späten 1950er Jahren im Rahmen von Titos „blockfreier“ Außenpolitik, die Kontakte mit etlichen arabischen Staaten pflegte. Bald war ein muslimischer Hintergrund von Vorteil für den diplomatischen Dienst, auch wenn die Amtsträger oft von ihrer Religion innerlich entfernt waren. In den 1980er Jahren gab es gelegentlich Versuche fundamentalistischer Agitation in Bosnien, die aber wenig bewirkten. Die jahrzehntelange weltliche Erziehung und die kommunistische politische Kultur verstärkt durch die zunehmende Verwestlichung der Gesellschaft und die wachsende Urbanisierung gaben nur wenig fruchtbaren Boden für solche Agitation ab. 1983 wurde allerdings ein Gerichtsprozess wegen „feindseliger und konterrevolutionärer Handlungen aus muslimisch-nationalistischen Gründen“ gegen 13 muslimische Aktivisten durchgeführt. Hauptbeklagter war Alija Izetbegović, der 13 Jahre zuvor seine „Islamische Deklaration“ geschrieben hatte. Die Angeklagten, von denen einige am Ende des Zweiten Weltkriegs zu den „Jungen Muslimen“ gehört hatten, wurden beschuldigt, die Ziele einer „terroristischen“ Organisation wiederbelebt zu haben. Izetbegović wurde gleichzeitig vorgeworfen, die Einführung einer parlamentarischen Demokratie westlichen Stils befürwortet zu haben. Das Gericht verurteilte ihn zu einer 14-jährigen Gefängnisstrafe, die nach der Berufung auf elf Jahre reduziert wurde und nach der Veränderung der politischen Machtstruktur mit Izetbegovićs vorzeitiger Entlassung 1988 endete.

### Auseinandersetzung um Muslime als Volksgruppe
Die Frage, ob „Muslime“ in Bosnien eine religiöse, eine ethnische oder eine nationale Gruppe bezeichnet, war in den frühen Jahren der „Föderativen Volksrepublik Jugoslawien“ offen. Die Hoffnung der Kommunistischen Partei war, dass sich dieses Problem von selbst lösen würde, indem sich Muslime mit Kroaten oder Serben identifizieren würden. Auf dem ersten Parteitag nach Kriegsende wurde erklärt, dass „Bosnien-Herzegowina nicht zwischen Serbien und Kroatien aufgeteilt werden kann, nicht nur, weil auf dem gesamten Territorium Serben und Kroaten gemischt durcheinander leben, sondern auch, weil in ihm Muslime leben, die sich noch nicht national entschieden haben“. Parteimitglieder wurden genötigt, sich zu einer der beiden Nationalitäten zu bekennen. Bei der Volkszählung von 1948 hatten Muslime drei Möglichkeiten: sie konnten sich Muslim/Serbe oder Muslim/Kroate nennen oder „Muslim, national unbestimmt“ (oder „nicht entschieden“). 72.000 erklärten sich zu Serben, 25.000 zu Kroaten, 778.000 als „unbestimmt“. Bei der Zählung 1953 war die Kategorie „Muslime“ nicht mehr vorgegeben; offiziell wurde der Geist des „Jugoslawismus“ propagiert. In Bosnien trugen sich 891.000 Menschen als „Jugoslawe/national unbestimmt“ ein. 1961 gab es die Kategorie „Muslime im ethnischen Sinne“. Die bosnische Verfassung von 1963 sprach von „Serben, Muslimen und Kroaten“, was nicht ausdrücklich konstatierte, aber implizierte, dass Muslime auch als gleichberechtigte Volksgruppe zu betrachten seien. Bei den Wahlen zum bosnischen Bund der Kommunisten 1965 waren die Kandidaten als „Serbe“, „Kroate“ oder „Muslim“ aufgelistet. Offiziell wurde aber erst im Mai 1968 ein Kommuniqué veröffentlicht mit der Erklärung: „Es ist deutlich geworden, und die sozialistische Praxis der Gegenwart bestätigt das, dass die Muslime eine eigene Nation sind“. Trotz heftiger Einwände von serbischen Kommunisten wurde dies von der Zentralregierung akzeptiert. 1971 erschien auf dem Volkszählungsformular erstmals die Rubrik „Muslim im Sinne einer Nation“. Der Vorstoß zu dieser Anerkennung war keine islamische religiöse Bewegung, sondern wurde im Gegenteil von Kommunisten und anderen verweltlichten Muslimen eingeleitet. Sie wollten die Identität der Volksgruppe zu etwas deutlicher Nichtreligiösem entwickeln. Davon unterschied sich ein antikommunistischer Trend zur Wiederbelebung islamischen Glaubens. Die Bedeutung dieses Trends war jedoch umstritten.

### Wirtschaftliche Entwicklung
Bosnien und Herzegowina blieb in seiner wirtschaftlichen Entwicklung hinter den Teilrepubliken Kroatien, Slowenien und Serbien zurück. Nach dem Zweiten Weltkrieg gehörte es zu den ärmsten und rückständigsten Teilen Jugoslawiens. 1948 lag die Analphabetenquote noch bei 45 Prozent, 72 Prozent der Bevölkerung lebten von der Landwirtschaft. Nach dem Bruch mit der Kominform 1948 gab es jedoch eine Phase des wirtschaftlichen Wachstums. Infolge der Wirtschaftsblockade durch den Ostblock verlagerten die jugoslawischen Wirtschaftsplaner ihre Aktivität auf die Nutzung der heimischen Ressourcen.
Tito hatte, eine sowjetische Invasion befürchtend, beschlossen, Rüstungs- und andere strategisch wichtige Industrien in die schwerer zugänglichen Regionen Bosniens zu verlegen. Ausgehend von den Rohstoffvorkommen Bosniens, in erster Linie Eisenerz und Kohle, entstand eine Grundstoffindustrie, an die sich Rüstungsbetriebe anschlossen. Die Beziehung zwischen den bosnischen Grundstoffbetrieben und den verarbeitenden Industrien in anderen Republiken war jedoch vor allem aus Gründen der Preisfestsetzung oft schwierig. Die gewinnträchtigeren Industriezweige lagen vor allem in Slowenien und Kroatien. Ende der 1950er und in den 1960er Jahren verfiel die Wirtschaftskraft stetig. 1961 wurden große Teile Bosniens offiziell zur unterentwickelten Region erklärt. Das bosnische Volkseinkommen lag 1947 um 20 %, 1967 um 38 % unter dem Landesdurchschnitt. Bosnien hatte Anfang der 1970er Jahre nach dem Kosovo die höchste Säuglingssterblichkeit und die höchste Analphabetismusquote innerhalb Jugoslawiens. Während der 1950er und 1960er Jahre zogen jährlich ca. 16.000 Menschen aus Bosnien fort – meist Serben, die in Serbien leben wollten. Dies trug dazu bei, dass Mitte der 1960er Jahre die Muslime die Serben als stärkste Volksgruppe überholten. Eine Wende in der bosnischen Wirtschaft trat mit der Institutionalisierung einer muslimischen „Nation“ in den späten 1960er Jahren ein. Damals entstanden auch andere große Werke und Unternehmen, die sich dem zivilen Markt zuwandten. Sie arbeiteten oft auch erfolgreich im Ausland.
In den 1970er Jahren wurden im Zuge der Dezentralisierung Jugoslawiens aus mehr oder weniger politischen Gründen große industrielle Projekte gefördert und Hochhaussiedlungen in den Vorstädten errichtet. Anfang der 1980er Jahre gab es in der bosnischen Hauptstadt Sarajevo einen Bauboom, der vor allem durch die Olympischen Winterspiele angeregt wurde, die 1984 ausgetragen wurden. In Sarajevo entstand unter dem Namen TAS (Tvornica Automobila Sarajevo) ein Gemeinschaftsunternehmen mit der Volkswagen AG, das ab 1983 bis 1992 jährlich rund 35.000 Fahrzeuge baute. In den 1980er Jahren erlangte der Agrarkonzern „Agrokomerc“ Berühmtheit. Das Schuldenvernebelungskonzept dieses Konzerns im westbosnischen Velika Kladuša war die erste private Geldschöpfung größeren Stils in Jugoslawien. Der Konzern hatte in den 1960er Jahren als Geflügelfarm begonnen und war unter seinem charismatischen Direktor Fikret Abdić so sehr gewachsen, dass er 1987 13.000 Menschen in der Region beschäftigte und zu den dreißig größten Unternehmen Jugoslawiens gehörte. Ranghohe Mitglieder der bosnischen Regierung waren mit dem Unternehmen verbunden. Das Unternehmen hatte ungedeckte Wechsel im Wert von 500 Millionen Dollar ausgestellt, was die Existenz von 63 landesweit in die Affäre verwickelten Banken aufs Spiel setzte. In der Folge musste der bosnisch-herzegowinische Vertreter im jugoslawischen Präsidium Hamdija Pozderac, der im nächsten Jahr Präsident geworden wäre, zurücktreten. Abdić und weitere 100 Leute wurden verhaftet, der Präsident der Nationalbank der Teilrepublik wurde entlassen. Der gesamten Region drohte ein Rückfall in eine soziale Misere. Es gab Gerüchte, die serbische Führung habe schon zu diesem Zeitpunkt die Destabilisierung Bosnien und Herzegowinas angestrebt und diesen „Staatsbankrott auf Teilrepublikebene“ inszeniert, um die prominentesten muslimischen Politiker zu Fall zu bringen.  
Die Episode war bezeichnend für eine Entwicklung, die ganz Jugoslawien plagte: der Zusammenbruch eines insgesamt wenig effektiven Wirtschaftssystems, das weitgehend auf geliehenem Geld beruhte und auf engen Verbindungen zur Klasse der höheren Politiker, die Macht und persönlichen Reichtum daraus bezogen. Die stark angewachsene Auslandsverschuldung und der Rückgang von Devisenüberweisungen durch im Ausland lebende Arbeitskräfte führte zu heftigen Auseinandersetzungen der Teilrepubliken um den internen Finanzausgleich, besonders um die knappen Deviseneinnahmen. Die Unzufriedenheit großer Teile der Bevölkerung unter anderem wegen der hohen Inflationsraten und Arbeitslosenquoten, aber auch wegen der verkrusteten politischen Strukturen war schließlich der Nährboden für den Erfolg der zunehmenden nationalistischen Propaganda einiger Politiker.

### 1989–1991
Seit Sommer 1989 wurde von serbischer Seite eine „Gefährdung der Serben“ in Bosnien behauptet. Höhere bosnische Beamte drückten im Herbst 1989 die Befürchtung aus, dass Serbien und Kroatien versuchen würden, „die Grenzen neu zu ziehen“. Eine Sondersitzung der Kammern des bosnischen Parlaments wies im März 1990 Gedanken an Änderungen der bosnischen Grenzen zurück. Der Bund der Kommunisten Jugoslawiens war Anfang 1990 zerbrochen. Mehrere neue Parteien wurden gegründet, darunter ein Ableger von Tuđmans HDZ. Teil des politischen Programms der HDZ war zunächst, die bosnischen Grenzen unverletzt zu erhalten. Im Mai 1990 wurde die Partei der demokratischen Aktion (SDA) als größte muslimische Partei gegründet. Vorsitzender wurde Alija Izetbegović, der 1988 aus dem Gefängnis entlassen worden war. Die SDA betonte einerseits die religiöse Komponente, z. B. in den öffentlichen Symbolen (grüne Fahnen und Halbmonde), andererseits den Pluralismus einer multinationalen und multireligiösen Republik. Die Spannungen zwischen diesen beiden Elementen führten unter anderem dazu, dass im September 1990 der bisherige SDA-Führer Adil Zulfikarpašić eine eigene Partei mit ausdrücklich nichtreligiösem Programm gründete: die Muslimische Bosnische Organisation (MBO). Während Izetbegović mit dem religiösen Element der „religiösen oder nationalen Identität“ verbunden wurde, versuchte Zulfikarpašić die Basis für eine Politik zu legen, die mehr als nur Bestätigung ihrer nationalen Identität anstrebte. Im Juli 1990 wurde die Serbische Demokratische Partei in Bosnien gegründet. Sie trat unter der Abkürzung „SDS“ auf – wie die Partei, die schon für Autonomie in der kroatischen „Krajina“ geworben hatte. In ihrem Programm für die Wahlen am 18. November 1990 trat sie vage für die „Verteidigung serbischer Rechte“ ein, sprach aber nicht von einer Aufteilung Bosniens, geschweige denn von einer kriegerischen. Daneben kandidierten die Reformkommunisten und der von Ministerpräsident Marković begründete „Bund der Reformkräfte“ als ausdrücklich jugoslawisch gesinnte Gruppierungen.
Bei den Wahlen für die beiden Parlamentskammern gewann die SDA 86 Sitze (von 240), die MBO 13 Sitze, die SDS 72, die HDZ 44, die Reformkommunisten und ihre Verbündeten 14 und die Partei Markovićs 12 Sitze. Izetbegović hätte mit einer Koalition aus Muslimen und Kroaten regieren können, bildete aber eine förmliche Koalition zwischen den drei größten Parteien, was ihm später als Zeichen seiner Gutgläubigkeit zugerechnet wurde. Als die Regierung Ende 1990 antrat, war die allgemeine Lage in Jugoslawien sehr angespannt (vgl. Jugoslawienkriege). Slobodan Milošević drohte Anfang 1991 öffentlich, er werde ganze Territorien Kroatiens und Bosniens annektieren, wenn jemand den Versuch unternähme, die Bundesstruktur Jugoslawiens durch eine lockerere Bündnisstruktur zu ersetzen. Die bosnische Regierung stand bei Debatten über die föderale Struktur einerseits auf Seiten Sloweniens und Kroatiens, konnte diese aber nicht absolut unterstützen. Viele Bosnier waren beunruhigt durch die Aussicht, dass Bosnien-Herzegowina Serbien vollends ausgeliefert wäre, wenn die beiden Republiken Jugoslawien verlassen würden.
Serbien stellte indessen die beabsichtigten Grenzen Kroatiens und Bosniens offen in Frage. Im Mai 1991 begann die bosnische SDS, die Abtrennung großer Teile Nord- und Westbosniens zu fordern. Sie sollten mit der kroatischen „Krajina“ zu einer neuen Republik vereinigt werden. Drei Gebiete Bosniens mit überwiegend serbischen Einwohnern wurden von der SDS zu „Serbischen autonomen Regionen“ erklärt. Im Juli 1991 wurde klar, dass es regelmäßige Waffenlieferungen aus Serbien an Einheiten der bosnischen Serben gab. Anfang August 1991 unternahm Zulfikarpašić, der Führer der MBO, den Versuch, ein „historisches Übereinkommen“ mit der SDS zu treffen, das die Unversehrtheit der bosnischen Republik garantieren sollte. Ein solches Abkommen zwischen einer großen und einer kleinen Partei hätte jedoch keinen konstitutionell verbindlichen Status gehabt. Izetbegović protestierte mit der Begründung, dass die Kroaten nicht einmal konsultiert worden waren. Einige Tage nach seiner Kritik erklärten die Vertreter der SDS, dass sie nun die Sitzungen des Staatspräsidiums boykottieren würden. Der nächste Schritt der SDS-Führung war im September 1991 die Einbeziehung der jugoslawischen Bundesarmee zum „Schutz“ der „serbischen autonomen Regionen“. Bundestruppen wurden in die Herzegowina verlegt und legten Ende September die „Grenzen“ der „serbischen autonomen Region Herzegowina“ fest. Andere Armeestützpunkte auf bosnischem Territorium (u. a. Banja Luka) wurden für militärische Aktionen gegen Kroatien genutzt. Bedeutende Kommunikationszentren wurden von der Armee besetzt. Im Winter 1991/92 wurden um die größeren bosnischen Städte Stellungen für schwere Artillerie gebaut. Als im Januar/Februar 1992 die Kämpfe in Kroatien zu Ende gingen, wurden Panzer und Artillerie der Bundesarmee mit Billigung der UN „abgezogen“, d. h. nach Bosnien verlegt.
Der dahinter stehende politische Plan war beim Parteitag der Serbischen Sozialistischen Partei am 9. Oktober 1991 vorgestellt worden: „In dem neuen jugoslawischen Staat wird es mindestens drei bundesstaatliche Einheiten geben: Serbien, Montenegro und ein vereinigtes Bosnien-Knin. Wenn die bosnischen Muslime in dem neuen jugoslawischen Staat zu verbleiben wünschen, können sie das tun. Wenn sie abzufallen versuchen, müssen sie wissen, dass sie rings von serbischem Gebiet umschlossen sind.“ Im bosnischen Parlament wurde diskutiert, ob Bosnien seine Souveränität erklären sollte. Bevor es dafür stimmte, wies Radovan Karadžić die SDS-Abgeordneten an, das Parlament zu verlassen, und errichtete in Banja Luka eine sogenannte „Serbische Nationalversammlung“.
Die Haltung Kroatiens und der bosnischen Kroaten gegenüber einem möglichen unabhängigen Bosnien-Herzegowina war uneinheitlich: Eine kleinere Partei in Kroatien, die „Partei der Rechte“, forderte die Annexion ganz Bosniens durch Kroatien. Die bosnisch-herzegowinische HDZ befand sich in einer schwierigen Lage. Die bosnischen Kroaten in Mittel- und Nordostbosnien hatten ein Interesse an einem stabilen Bosnien-Herzegowina. Viele Kroaten in der Herzegowina hätten sich dagegen gerne dem neu entstandenen unabhängigen Kroatien angeschlossen. Es gab Gespräche mit Tuđman, in denen er seine Bereitschaft erklärte, eine „Garantie“ für die Respektierung eines unabhängigen bosnischen Staates zu geben, aber auch gegenteilige Äußerungen von seiner Seite. Bei einer Begegnung mit Milošević im März 1991 in Karadjordjevo einigten beide sich nicht ausdrücklich auf eine Teilung Bosnien-Herzegowinas, sprachen aber über einen „serbisch-kroatischen Ausgleich“ und waren nicht bereit, einen unabhängigen bosnischen Staat zu unterstützen. Auch war Tuđmans Meinung bekannt, Bosnien-Herzegowina sei „durch osmanische Okkupation der ehemals kroatischen Gebiete“ entstanden, alle bosnischen Muslime würden sich „doch als Kroaten fühlen“ und der kroatische Staat solle wieder „in seinen historischen Grenzen“ hergestellt werden. Mehrfach wurde Tuđman vorgeworfen, durch sein 1992 häufiger wiederholtes Reden über eine Teilung Bosniens die für Kroatien wichtige Allianz mit den Muslimen immer wieder gefährdet und die serbische Seite noch ermuntert zu haben, ihrerseits den entstehenden bosnischen Staat nicht zu akzeptieren.

## Krieg in Bosnien-Herzegowina 1992 bis 1995
siehe Hauptartikel: Bosnienkrieg
Von den Kriegen, die in der ersten Hälfte der 1990er Jahre in den Nachfolgestaaten der Sozialistischen Föderativen Republik Jugoslawien geführt wurden, war der in Bosnien und Herzegowina am langwierigsten und – was die Zahl der Opfer betrifft – am schwersten (siehe Jugoslawienkriege). Nach dem 10-Tage-Krieg in Slowenien und nach der ersten Phase des Kriegs in Kroatien, während der ein Drittel der Fläche Kroatiens unter serbische Kontrolle kam, spitzte sich die politische Situation in Bosnien-Herzegowina Ende 1991 krisenhaft zu. Sowohl Serben als auch Kroaten meldeten Ansprüche auf weite Teile Bosnien-Herzegowinas an. Die Spannungen eskalierten nach der Ausrufung einer „Republik des serbischen Volkes in Bosnien-Herzegowina“ durch ein selbsternanntes Parlament im Januar 1992 und einem Referendum, in dem die kroatische und bosniakische Bevölkerung Bosnien-Herzegowinas am 1. März 1992 eine Mehrheitsentscheidung für die Unabhängigkeit getroffen hatte. Bei dem von Serben weitgehend boykottierten Referendum waren, bei 63 % Wahlbeteiligung, 99,4 % für die staatliche Souveränität. Unmittelbar danach flammten an mehreren Orten heftige Kämpfe auf. Zu Beginn kämpften auf der serbischen Seite Freischärlerverbände, die sich Mitte Mai zur Armee der Serbischen Republik Bosnien-Herzegowina zusammenschlossen. Auf der Gegenseite kämpften bosniakische und kroatische Verbände. Die bosniakischen Einheiten wurden im Sommer 1992 zur bosnischen Regierungsarmee zusammengefasst. Die bosnisch-kroatischen Verbände bildeten den Kroatischen Verteidigungsrat (HVO), der von Kroatien aus geführt wurde. Die bosnisch-serbische Armee war durch ihre Zusammenarbeit mit der Jugoslawischen Volksarmee (JNA) zunächst weit überlegen und kontrollierte Anfang Juni 1992 60 Prozent des bosnischen Territoriums. Ihnen stand eine unbeständige Allianz der bosnischen Kroaten und Bosniaken gegenüber, die ab Oktober 1992 zunehmend auch gegeneinander kämpften. Ziel der Serben und Kroaten war, so viel Land wie möglich zu erobern, um auf den seit September laufenden Genfer Friedensverhandlungen günstigere Verhandlungspositionen für spätere Gebietsaufteilungen zu erzielen.
Sanktionsmaßnahmen der internationalen Staatengemeinschaft wie ein Wirtschafts- und Erdölembargo gegen Restjugoslawien, eine Flugverbotszone über Bosnien-Herzegowina, Wirtschaftssanktionen der Europäischen Gemeinschaft sowie eine Seeblockade durch NATO und WEU konnten den Krieg nicht eindämmen. Das Embargo schadete in erster Linie den Bosniaken, während die Serben auf große Vorräte der Jugoslawischen Armee zurückgreifen konnten und die Kroaten schon vorher über Ungarn in großem Umfang Waffen eingeführt hatten. So standen die Bosniaken mit Leichtfeuerwaffen gegen serbische und kroatische Panzer. Im Juni 1992 beschloss der UN-Sicherheitsrat die Entsendung von UNPROFOR-Truppen zur Kontrolle des Flugplatzes in der Nähe der von Serben belagerten Hauptstadt Sarajevo, um humanitäre Hilfsflüge zu ermöglichen.
Ende Juni 1992 konzentrierten sich die Kämpfe auf die ostbosnischen bosniakischen Enklaven (z. B. Goražde, Žepa und Srebrenica), die Region um Mostar und den sogenannten „Nordkorridor“ bei Brčko, einem Verbindungsstück zwischen serbisch besiedelten und besetzten Gebieten. Einige Gebiete (zumeist mit traditioneller Mehrheit an serbischer Bevölkerung) standen von Anfang an unter serbischer Kontrolle. Hier kam es nicht zu offenen Kämpfen; allerdings wurde die nichtserbische Bevölkerung massiv vertrieben (sogenannte „ethnische Säuberungen“) und es kam oft zu grausamen Massakern an der Zivilbevölkerung. Die Zahl der Flüchtlinge stieg rasant. Offene Kämpfe gab es außer in Nordostbosnien auch in der Herzegowina. Dort stießen vor allem serbische und kroatische Truppen aufeinander. Bosniaken aus der östlichen Herzegowina waren zunächst nach Westen geflohen und hatten bei den mehrheitlich kroatischen Truppen mitgekämpft. Als später Kämpfe zwischen Kroaten und Bosniaken ausbrachen, gerieten sie (z. B. in der Osthälfte von Mostar) in eine Art Falle.

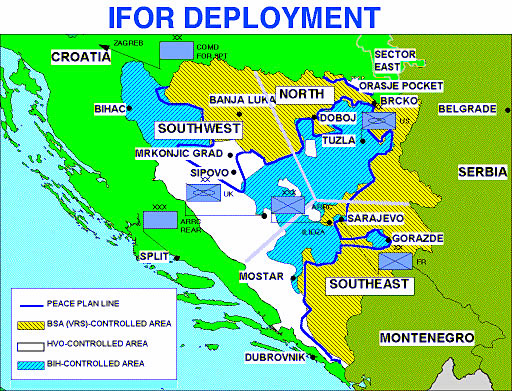
IFOR-Stationierungen 1995 in Bosnien-Herzegowina

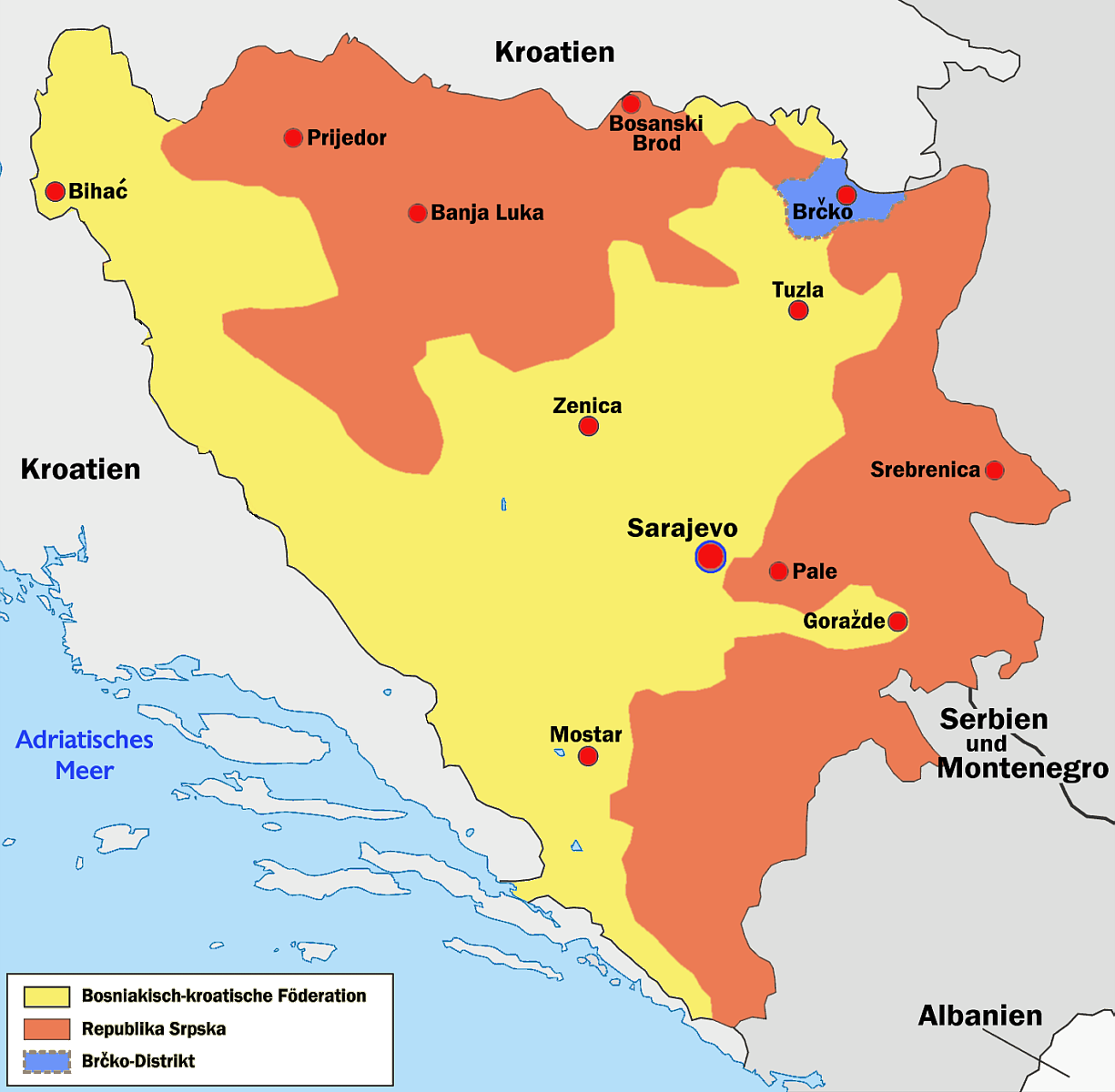
Politische Gliederung (Dayton 1995)

Von Juni 1992 bis August 1995 überfielen bosnisch-muslimische Streitkräfte unter der Führung von Naser Orić serbische Dörfer im Osten Bosniens und richteten massive Zerstörungen an. Zahlreiche serbische Zivilisten wurden vertrieben oder gefangen genommen, gefoltert und ermordet, unter anderem in der Polizeistation von Srebrenica, das in diesem Zeitraum von bosnisch-muslimischen Truppen kontrolliert wurde.
Anfang Juli 1992 rief die „Kroatische Demokratische Gemeinschaft in Bosnien-Herzegowina“ im herzegowinischen Ort Grude die „Kroatische Republik Herceg-Bosna“ mit Hauptstadt Mostar aus.
Im August 1992 berichtete der amerikanische Journalist Roy Gutman erstmals über Massenmorde in von bosnischen Serben betriebenen Internierungslagern, insbesondere in Omarska in der Nähe von Prijedor (Nordwestbosnien). Flüchtlinge berichteten ebenfalls über solche Lager, in denen insgesamt mehr als 100.000 Menschen interniert seien. Später berichteten sie, in speziellen Lagern seien tausende von muslimischen Frauen von Serben vergewaltigt worden. Die Vereinten Nationen berichteten jedoch auch von zahlreichen bosnisch-muslimischen und kroatischen Internierungslagern, in denen serbische Zivilisten festgehalten, gefoltert und getötet worden seien. Im Oktober 1992 begannen in Zentralbosnien Kämpfe zwischen den bisher verbündeten Kroaten und Bosniaken.
Das Jahr 1993 war von einer Vielzahl gescheiterter Friedenspläne (u. a. Vance-Owen-Plan, Owen-Stoltenberg-Plan), zahllosen eingegangenen und kurz darauf wieder gebrochenen Waffenstillständen und zunehmend verworreneren Frontverläufen gekennzeichnet.
1993 wurde u. a. Srebrenica zur UN-Schutzzone erklärt.
Am 8. Januar 1993 erschossen bosnische Serben den stellvertretenden bosnischen Premierminister Hakija Turajlić, der sich in Sarajevo mit einem UN-Konvoi auf dem Weg vom Flughafen zum Regierungssitz befand, an einem Kontrollpunkt in seinem Auto.
Im Juli 1995 überfielen Truppen der Republika Srpska unter dem Kommando von General Ratko Mladić die UN-Schutzzone Srebrenica und töteten daraufhin Tausende Bosniaken, vorwiegend Männer. Dieser Vorfall ist als Massaker von Srebrenica bekannt und wurde vom Internationalen UN-Gerichtshof in Den Haag rechtskräftig als Völkermord klassifiziert.

## Bosnien und Herzegowina nach dem Dayton-Vertrag
1995 erfolgte der Friedensschluss von Dayton, wobei das Land in zwei Entitäten aufgeteilt wird: Föderation Bosnien und Herzegowina und Republika Srpska unter einem gemeinsamen Dach, dem Staat Bosnien und Herzegowina. Gleichzeitig wurde eine internationale militärische und zivile Kontrolle des Landes vereinbart, die bis heute anhält.
Mit den ersten Wahlen zum kollektiven Staatspräsidium des Staates Bosnien und Herzegowina am 14. September 1996 wurden Alija Izetbegović, Krešimir Zubak und Momčilo Krajišnik gewählt. Dabei wurden 2.311.998 abgegebene Stimmen gezählt.
Der Präsident der Europäischen Kommission, Romano Prodi, legte 2004 einen Plan (Integrated Rehabilitation Project Plan / Survey of the Architectural and Archaeological Heritage (IRPP/SAAH)) zur Konservierung und Schutzwürdigkeit von 20 ausgewählten und von diesem Krieg in Mitleidenschaft gezogenen Baudenkmalen oder Denkmalensembles in Bosnien-Herzegowina vor. Zahlreiche Kulturschätze von regionaler und europäischer Bedeutung waren durch Kriegshandlungen vernichtet worden. Besonders betroffen waren davon Bibliotheken und museale Sammlungen.